# البینو، بخش دان، ویسکانسین
البینو، بخش دان، ویسکانسین (به انگلیسی: Albion, Dane County, Wisconsin) یک شهرک در ایالات متحده آمریکا است که در شهرستان دان، ویسکانسین واقع شده‌است.

## خصوصیات
البینو ۹۲٫۷ کیلومترمربع مساحت و ۱٬۸۲۳ نفر جمعیت دارد و ۲۶۲ متر بالاتر از سطح دریا واقع شده‌است.